# Gampong Teungoh (Sawang)
Gampong Teungoh is een bestuurslaag in het regentschap Aceh Utara van de provincie Atjeh, Indonesië. Gampong Teungoh telt 1357 inwoners (volkstelling 2010).